# Anahid Fayad
Pour les articles homonymes, voir Fayad.
Anahid Fayad, née le 6 juillet 1983 à Damas en Syrie, est une actrice palestinienne d'origine syrienne.

## Carrière
Elle a joué dans des feuilletons ou des films tels que Bab Al Hara, 42 jours, Seraa Ala El Remal et 3000 Nuits.

## Vie privée
Elle est mariée à Mothanna Gharaibeh, ministre des télécommunications et de la technologie de Jordanie et depuis, elle possède la nationalité jordanienne.